# Akane Saito
Akane Saito (齊藤 あかね Saitō Akane?), född 12 januari 1993, är en japansk fotbollsspelare som spelar för AC Nagano Parceiro.
Akane Saito spelade 1 landskamp för det japanska landslaget.